# Églises réformées en Argentine
Les Iglesias Reformadas en Argentina (IRA - Églises réformées en Argentine) sont une union d'églises réformées argentines née à la fin du XIXe siècle dans les milieux de l'immigration néerlandaise en Argentine. Elle est membre de l'Aipral. Elle regroupe environ 700 personnes dans 6 paroisses.

## Historique
La naissance officielle de l'Église peut être datée de 1897, quand les Gereformeerde Kerken in Nederland (GKN) autorisèrent la consécration comme pasteur d'un immigrant qui avait l'habitude de réunir chez lui des compatriotes pour étudier la Bible. Ils forment alors la Hollandsche Christelijke Gereformeerde Kerk à Rosario. En 1908, les GKN envoyèrent un pasteur pour aider les jeunes églises. Il y avait alors trois communautés : Rosario (1893), Buenos Aires (1900), Comodoro Rivadavia (1903).
En 1913, elles inaugurent l'École hollandaise, actuel Collège hollandais.
En 1933, elles lancent leur première publication en espagnol : Palabra Fiel.